# Erzbistum Saint-Boniface
Das Erzbistum Saint-Boniface (lateinisch Archidioecesis Sancti Bonifacii, französisch Archidiocèse de Saint-Boniface) ist eine in Kanada gelegene römisch-katholische Erzdiözese mit Sitz in Saint-Boniface.

## Geschichte

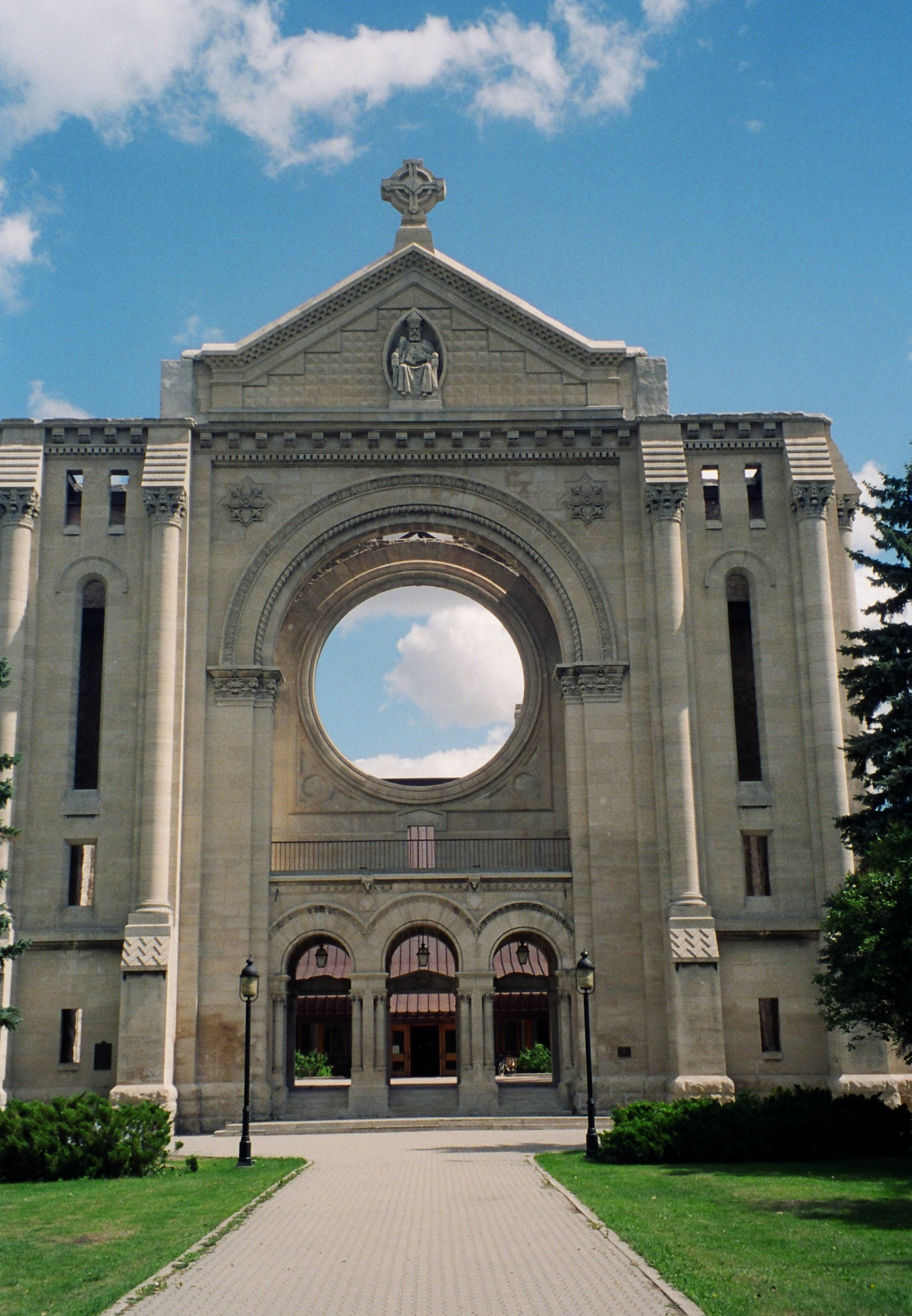
Fassade der alten Kathedrale

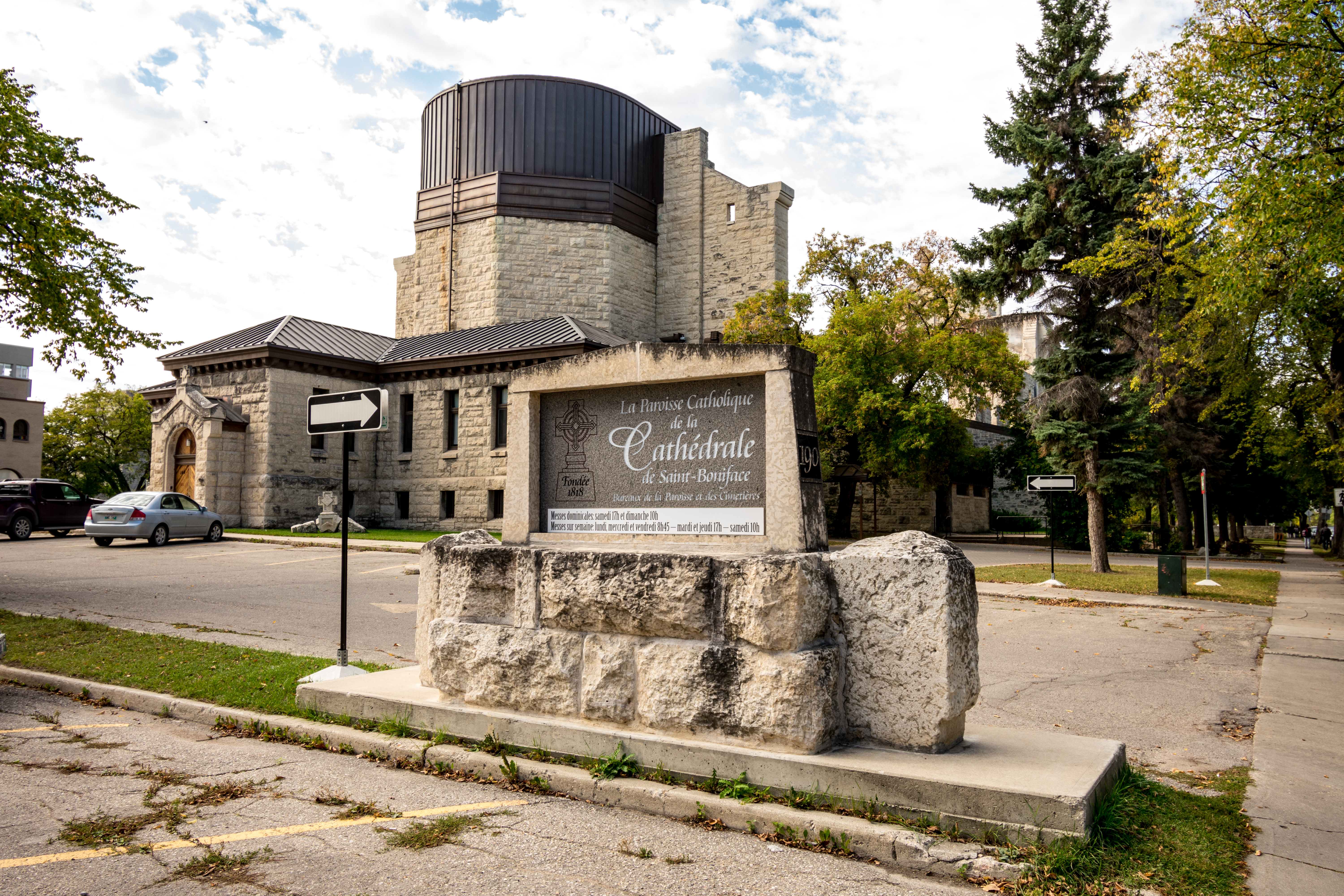
Kathedrale Saint-Boniface, Neubau

Das Erzbistum Saint-Boniface wurde am 16. April 1844 durch Papst Gregor XVI. mit der Apostolischen Konstitution Ex debito aus Gebietsabtretungen des Erzbistums Québec als Apostolisches Vikariat Nord-West errichtet. Am 4. Juni 1847 wurde das Apostolische Vikariat Nord-West durch Papst Pius IX. zum Bistum erhoben und in Bistum Saint-Boniface umbenannt. Das Bistum Saint-Boniface gab am 8. April 1862 Teile seines Territoriums zur Gründung des Apostolischen Vikariates Athabaska Mackenzie ab. Eine weitere Gebietsabtretung erfolgte am 22. September 1871 zur Gründung des Bistums Saint Albert.
Am 22. September 1871 wurde das Bistum Saint-Boniface durch Pius IX. zum Erzbistum erhoben. Das Erzbistum Saint-Boniface gab am 11. Juli 1882 Teile seines Territoriums zur Gründung des Apostolischen Vikariates Pontiac ab. Weitere Gebietsabtretungen erfolgten am 4. Juni 1891 zur Gründung des Apostolischen Vikariates Saskatchewan und am 4. März 1910 zur Gründung des Bistums Regina. Am 4. Dezember 1915 gab das Erzbistum Saint-Boniface Teile seines Territoriums zur Gründung des Erzbistums Winnipeg ab. Eine weitere Gebietsabtretung erfolgte am 29. April 1952 zur Gründung des Bistums Fort William.

## Ordinarien

### Apostolische Vikare von Nord-West
- 1844–1847 Joseph Norbert Provencher

### Bischöfe von Saint-Boniface
- 1847–1853 Joseph Norbert Provencher
- 1853–1871 Alexandre-Antonin Taché OMI

### Erzbischöfe von Saint-Boniface
- 1871–1894 Alexandre-Antonin Taché OMI
- 1895–1915 Louis-Philippe Adélard Langevin OMI
- 1915–1955 Arthur Béliveau
- 1955–1974 Maurice Baudoux
- 1974–2000 Antoine Hacault
- 2001–2009 Émilius Goulet PSS
- 2009–0000 Albert LeGatt